# Signal Fire
Singles de Snow Patrol
Shut Your Eyes
(2007) Take Back the City
(2008)
Signal Fire est une chanson du groupe Snow Patrol composée pour la bande originale du film Spider-Man 3. C'est le seul single tiré de cet album, sorti en 2007.

## Composition et enregistrement
La chanson a été initialement composée pour la bande originale du film Shrek le troisième mais a été rejetée et a ensuite été choisie pour figurer sur celle de Spider-Man 3.

## Clip
Le clip a été réalisé par Paul McGuigan. Il met en scène des enfants qui organisent une représentation théâtrale de l'histoire de Spider-Man sur la scène de leur école devant un public d'enfants et de parents, avec le groupe qui joue devant la scène.

## Classements
| Pays                           | Positions |
| ------------------------------ | --------- |
| Australie (ARIA)               | 22        |
| États-Unis (Billboard Hot 100) | 65        |
| France (SNEP)                  | 23        |
| Irlande (Irish Singles Chart)  | 2         |
| Royaume-Uni (UK Singles Chart) | 4         |
| Suisse (Schweizer Hitparade)   | 48        |